# Myida
Die Myida sind eine Ordnung der Muscheln (Bivalvia), die zur Überordnung Heterodonta innerhalb der Unterklasse Autolamellibranchiata gerechnet wird. Die ersten, etwas fraglichen Vertreter dieser Gruppe sind aus dem Karbon, die ersten sicheren Vertreter ab dem Perm bekannt.

## Merkmale
Die Gehäuse der Myida können gleich- oder ungleichklappig sein, die meisten Gehäuse klaffen. Die Schale ist meist dünn und aragonitisch mit kreuzlamellaren Mikrostrukturen ohne Perlmuttlagen. Das Schloss ist bei den meisten Formen weitgehend reduziert. Das Ligament befindet sich extern oder auch intern auf einem Chondrophor. Es kommen etwa gleich große Schließmuskeln oder auch ungleich große Schließmuskeln vor.

## Geographische Verbreitung, Lebensraum und Lebensweise
Die Myida kommt weltweit vor. Sie leben flach bis tief eingegraben im Weichsediment, oder auf dem Sediment. Dementsprechend gibt es Formen mit sehr langen Siphonen. Die Überfamilie Pholadoidea bohrt in Holz ("Schiffsbohrmuscheln").

## Taxonomie
Aus Gründen der Priorität müsste die Ordnung eigentlich als Pholadida Chenu, 1862 bezeichnet werden, denn dieser Name ist älter als der Ordnungsname Myida Stoliczka, 1870. Allerdings gelten die strikten Internationalen Regeln für die Zoologische Nomenklatur nur auf Art-, Gattungs- und Familienebene. Die Ordnung wird von manchen Malakologen in zwei Unterordnung Myina und Pholadina eingeteilt. Andere unterteilen die Ordnung lediglich in zwei Überfamilien. Die MolluscaBase stellt vier Überfamilien zur Ordnung Myida:
- Überfamilie Dreissenoidea Gray, 1840
  - Familie Dreikantmuscheln (Dreissenidae Gray, 1840)
- Überfamilie Myoidea Lamarck, 1809
  - Familie Korbmuscheln (Corbulidae Lamarck, 1818)
  - Familie Erodonidae Winckworth, 1932
  - Familie Klaffmuscheln (Myidae Lamarck, 1809)
  - Familie Pleurodesmatidae Cossmann, 1909 †
  - Familie Raetomyidae Newton, 1919 †
- Überfamilie Pholadoidea Lamarck, 1809
  - Familie Bohrmuscheln (Pholadidae Lamarck, 1809)
  - Familie Schiffsbohrmuscheln (Teredinidae Rafinesque, 1815)
  - Familie Xylophagidae Purchon, 1941
- Überfamilie Pleuromyoidea Zittel, 1895 † (mit Fragezeichen)
  - Familie Ceratomyidae Arkell, 1934 †
  - Familie Pleuromyidae Zittel, 1895 †
  - Familie Vacunellidae Astafieva-Urbajtis, 1973 †

In den früheren Klassifikationen sind die
- Gastrochaenoidea und die
- Hiatelloidea (z. B. Elefantenrüsselmuschel (Panopea abrupta))

ebenfalls noch zur Ordnung Myida gestellt. Bieler & Mikkelsen (2006) haben sie in die Ordnung Venerida transferiert. Dafür wird nun die Überfamilie Dreissenoidea, die traditionell zur Ordnung Venerida gestellt wird, nun in der Ordnung Myida geführt.

## Belege